# Східний похід Святослава Ігоровича
Хозарський похід Святослава — похід русів проти Хозарського каганату та сусідніх племен. За популярною версією відбувався під командуванням князя Святослава Ігоровича і закінчився розгромом каганату. Попри це, серед сучасних істориків поширені сумніви щодо правдивості цієї версії.

## Історична достовірність
Єдине джерело, яке говорить про похід са́ме Святослава на хозарів — Повість врем'яних літ (що писалася на кілька століть пізніше), в якій літописець датує його 965 роком. Мусульманські джерела X ст. підтверджують похід русів на Хозарський каганат, але імені ватажка не називають і датують його 969 роком, коли Святослав був на Дунаї. На думку сучасного історика Олексія Толочка, Святослав, найімовірніше, не має жодного відношення до цього походу русів, і здійснювали його не київські руси, а волзькі.
За різними джерелами руси після Каганату пішли на Північний Кавказ, Саркел та Тмуторокань. Однак, як відзначають сучасні історики, автор Повісті врем'яних літ нічого не знав про дії Святослава в Поволжі та Дагестані, а Ібн-Хаукаль, у свою чергу, не знав про похід русів на Саркел, Тмуторокань, аланів і касогів.

## Передумови

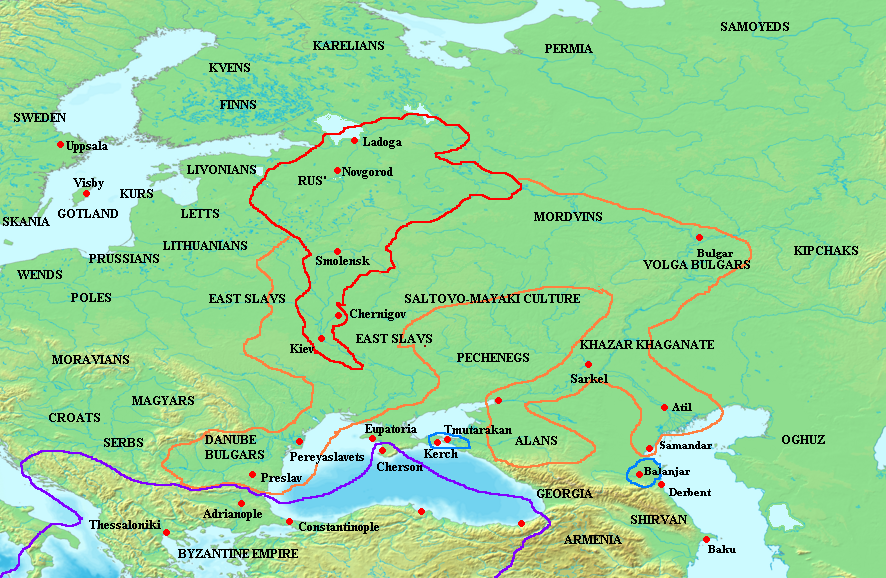
Помаранчевої лінією - зона впливу Русі при Святославі Хороброму

Близько 960 року хозарський бек Йосип в листі до вельможі Кордовского халіфату Хасдаю ібн Шафруту зазначив, що веде з русами «наполегливу війну», не пускаючи їх в море і по суші до Дербент, інакше вони, за його словами, могли б завоювати всі ісламські землі до Багдада. В попереднє століття руси поступово перепідпорядкували собі майже всі східнослов'янські об'єднання, що раніше були хазарськими данниками. Поход в Хазарію мав й інші ключові цілі експансії русів: Керченську протоку і Донщину. Ці обставини зробили неминучим відкрите зіткнення між двома країнами.

## Політична інструменталізація легенди
У літературі й мистецтві цей епізод воєн Святослава відображений не надто помітно (на відміну від битв з печенігами та Візантією).
У період Перебудови російськими ультраправими націоналістами та неоязичниками була створена історична міфологія «русько-хозарського протистояння», з образом Святослава Хороброго в центрі, в якій хозари символізували «світове єврейство». Підґрунтям для такої міфології стали ідеї Льва Гумільова про Хозарський каганат.
День перемоги Святослава над хозарами
У 2005—2007 роках російськими ультраправими та неоязичниками було започатковано святкування «Дня перемоги Святослава над хозарами», дату якого поступово почали відзначати 3 липня (походження дати невідоме). Витворена історична міфологія, в тому числі й свято, поступово імпортувалася з Росії до України проросійськими організаціями, зокрема організацією Віктора Медведчука «Український вибір», а згодом поступово запозичувалася також українськими праворадикалами та неоязичниками.
Річниці перемоги війська Святослава над хозарами в 2010-х почали приділяти увагу деякі українські ЗМІ.

## Основні джерела
Основними відомостями про війну русів з Хозарським каганатом є: стисла згадка в «Повісті врем'яних літ», лист царя Хозарії Йосифа до іспанського юдея Хасдая ібн Шафрута, «Книга шляхів і країн» арабського автора X ст. Абдула ібн Хаукаля, булгарські літописи.